# Platypalpus graecus
Platypalpus graecus är en tvåvingeart som beskrevs av Patrick Grootaert och Chvala 1992. Platypalpus graecus ingår i släktet Platypalpus och familjen puckeldansflugor.
Artens utbredningsområde är Grekland. Inga underarter finns listade i Catalogue of Life.